# Zodiak (Album)
Zodiak ist ein Kollaboalbum der österreichischen Rapper Chakuza, RAF Camora und Joshi Mizu. Es erschien am 14. März 2014 über RAF Camoras Label Indipendenza als Standard-, Premium- und Limited Fan-Edition, inklusive DVD, Instrumentals und T-Shirt.

## Covergestaltung
| Professionelle Bewertungen | Professionelle Bewertungen |
| -------------------------- | -------------------------- |
| Kritiken                   |                            |
| Quelle                     | Bewertung                  |
| Backspin                   | [ 1 ]                      |

Das Albumcover besteht aus einer schwarzen Zeichnung. Sie zeigt einen Wolf, einen Raben und einen Affen, die zusammen ein Logo formen, in dessen Mitte der weiße Schriftzug Zodiak steht. Am oberen Bildrand befinden sich die drei Künstlernamen Chakuza, RAF Camora und Joshi Mizu in Schwarz. Der Hintergrund ist weiß gehalten.
Das gesamte Artwork stammt aus der Feder des Schweizer Grafikers Raphael „iHAD“ Grischa, während die vollständige Fotografie zu Zodiak vom deutschen Fotografen Manuel J. Karp stammt.

## Gastbeiträge
Während RAF Camora und Chakuza als Hauptinterpreten des Albums auftreten, ist Joshi Mizu als Featuregast etwa auf der Hälfte der Lieder des Albums vertreten (Bombe, Alles raus, Klepto, Ein Herz für Hater, Der Wahrheit, Zodiak, Sag ihnen). Der Song B.F. Allstars 3 ist eine Kollaboration mit den Rappern Bizzy Montana, Pireli, Massiv und Marc Reis. Letzterer ist auch auf dem Bonustrack B.F. Allstars 3.5 zu hören. Außerdem ist Sierra Kidd auf dem Bonussong Sag ihnen vertreten.

## Titelliste
| #      | Titel               | Gastmusiker                                 | Länge |
| ------ | ------------------- | ------------------------------------------- | ----- |
| 1      | Intro               |                                             | 2:07  |
| 2      | Bombe               | Joshi Mizu                                  | 3:15  |
| 3      | Ruhe nach dem Sturm |                                             | 3:24  |
| 4      | F-V-K-K             |                                             | 3:12  |
| 5      | Endlich alt         |                                             | 3:27  |
| 6      | Alles raus          | Joshi Mizu                                  | 3:20  |
| 7      | R.A.G.E.            |                                             | 2:52  |
| 8      | Kopf der Boss       |                                             | 3:20  |
| 9      | Klepto              | Joshi Mizu                                  | 3:16  |
| 10     | Ein Herz für Hater  | Joshi Mizu                                  | 3:25  |
| 11     | Der Wahrheit        | Joshi Mizu                                  | 3:21  |
| 12 (*) | B.F. Allstars 3     | Bizzy Montana, Pireli, Massiv und Marc Reis | 6:55  |
| 13 (*) | Zodiak              | Joshi Mizu                                  | 3:03  |
| 14 (*) | Brot & Diamanten    |                                             | 3:47  |
| 15     | Danke               |                                             | 3:23  |

(*) Die Lieder B.F. Allstars 3, Zodiak und Brot & Diamanten sind Bonussongs der Premium-Edition.
Bonus-Song der iTunes-Edition:
| #  | Titel             | Gastmusiker | Länge |
| -- | ----------------- | ----------- | ----- |
| 16 | B.F. Allstars 3.5 | Marc Reis   | 3:56  |

Bonus-Songs der Amazon-LTD-Edition:
| #  | Titel     | Gastmusiker                | Länge |
| -- | --------- | -------------------------- | ----- |
| 17 | Goldregen |                            | 3:27  |
| 18 | Sag ihnen | Sierra Kidd und Joshi Mizu | 2:49  |

## Chartplatzierungen und Singles
Bereits am 12. und 19. Januar 2014 wurden Videos zu den Titeln Intro bzw. Bombe auf YouTube veröffentlicht. Am 2. und 16. Februar 2014 folgten Musikvideos zu den Liedern R.A.G.E. und F-V-K-K. Mit Klepto und Der Wahrheit erschienen am 10. bzw. 13. März 2014 weitere Videos.
Zodiak stieg in der 14. Kalenderwoche des Jahres 2014 auf Platz 4 in die deutschen Albumcharts ein und hielt sich drei Wochen in den Top 100. Auch in Österreich und der Schweiz konnte sich das Album in den Hitparaden auf Platz 4 bzw. 13 platzieren.